# 자기 재결합
자기 재결합은 서로 다른 자기영역을 연결해주는 자기장내의 과정으로 원천으로부터의 연결된 패턴을 변화시킨다. 이것은 플라스마 물리학에서 보존법을 위배하는 것으로 보이며, 공간과 시간 사이의 자기 에너지 혹은 역학에 집중하게 해준다. 태양 플레어는 태양 시스템에서 강력한 폭발이며 이것은 태양 자기선속의 큰 시스템의 재결합을 만들고 이는 하루가 넘는 기간 동안 저장된 자기장 에너지로부터 수 분 이내에 발생한다. 자기 재결합은 지구 자기권에서 오로라를 만드는 역학구조의 하나이며, 핵융합 연료를 막고 있는 자기 제한 역학구조로 인한 핵융합을 조절하는 과학에서 중요한 역할을 한다.

## 같이 보기
- 전류판
- 코로나 (천문학)